# Golden State Warriors
I Golden State Warriors sono una delle 30 squadre di pallacanestro che militano nella NBA (National Basketball Association), il campionato professionistico degli Stati Uniti. Nella loro storia hanno 7 titoli NBA e, insieme con Boston Celtics e New York Knicks, sono le uniche franchigie ad aver disputato tutte le stagioni dalla loro fondazione nel 1946 ad oggi. Hanno sede a San Francisco, in California, e disputano le partite casalinghe nel Chase Center. Il proprietario della franchigia è Joe Lacob.
La valutazione dei Golden State Warriors nel 2016, secondo la rivista Forbes, è di 1,9 miliardi di dollari, di cui il 13% è il valore dei debiti accumulati. Il budget a disposizione è invece di 201 milioni di dollari. Nella stagione 2021-2022, conclusasi con la vittoria del titolo, il valore della franchigia ha superato i 7 miliardi di dollari, generando le maggiori entrate nella storia della NBA. Ai Warriors sono affiliati i Santa Cruz Warriors della NBA Development League.

## Storia della franchigia

### La nascita: i Philadelphia Warriors
I Warriors furono fondati a Filadelfia, nel 1946, come Philadelphia Warriors, membri originari della Basketball Association of America, il primo proprietario era Peter Tyrrell che possedeva anche i Philadelphia Rockets della American Hockey League. Tyrell assunse Eddie Gottlieb, un promotore di basket presente da molto tempo nella zona di Filadelfia come allenatore e direttore generale. Guidati da Joe Fulks, vinsero il titolo nella stagione inaugurale della lega nel 1946-1947, sconfiggendo nei play-off i St. Louis Bombers per 2 a 1, i New York Knicks per 2 a 0 e i Chicago Stags in finale per 4 a 1. Nella stagione seguente vinsero la Eastern Division ma non riuscirono a difendere il titolo perdendo in finale 4 a 2 contro i Baltimore Bullets.
I Warriors vinsero il loro secondo e ultimo titolo come squadra di Filadelfia nella stagione 1955-56: dopo aver ottenuto il titolo della Eastern Division, sconfissero i Syracuse Nationals per 3 a 2 e i Fort Wayne Pistons per 4 a 1 in finale. Le stelle di questa epoca furono Paul Arizin, Michael Bryson e Neil Johnston poi entrati nella Hall of Fame. Nel 1959 la squadra scelse al draft Wilt Chamberlain, che diventò ben presto la stella principale della lega. Il 2 marzo 1962, in una partita casalinga dei Warriors, Chamberlain segnò 100 punti contro i New York Knicks, record di tutti i tempi per una singola gara. Nelle successive stagioni 1957-1958, 1959-1960 e 1961-1962 Philadelphia fu eliminata nelle finali della Eastern Division dai Boston Celtics, vincitori in quel periodo di 11 titoli tra il 1957 e il 1969.

### L'arrivo nella Bay Area: i San Francisco Warriors

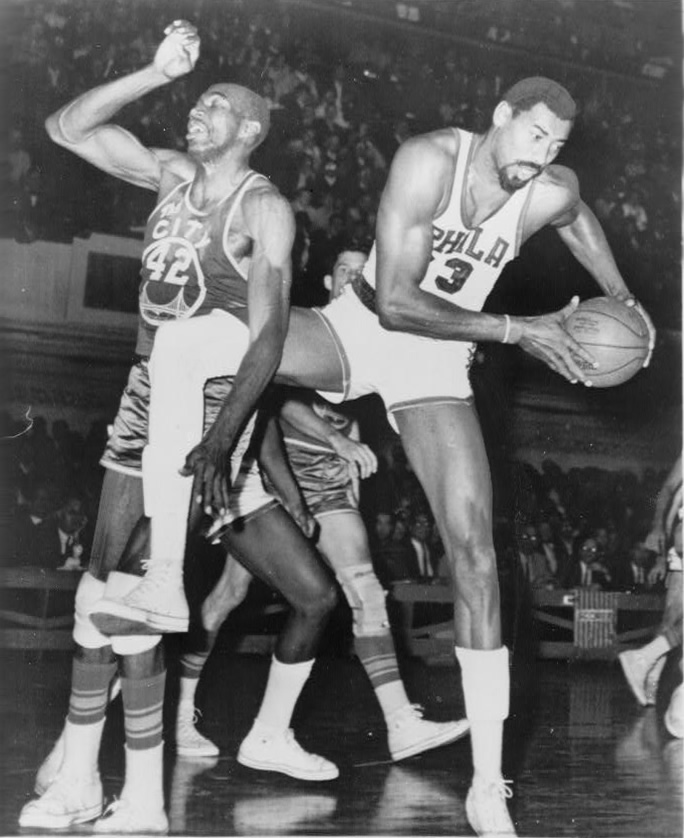
Wilt Chamberlain (a destra) e Nate Thurmond nel 1966

Nel 1962, Franklin Mieuli comprò le quote di maggioranza della società e la trasferì nella San Francisco Bay Area, rinominandola San Francisco Warriors e giocando la maggior parte delle loro partite casalinghe al Cow Palace in Daly City, appena a sud del confine di San Francisco, anche se di tanto in tanto andarono a giocare in città vicine come Oakland e San Jose. I Warriors vinsero il titolo della Western Division nella stagione 1963-1964, perdendo le finali contro i Boston Celtics 4 a 1.
Nella stagione 1964-65, i Warriors scambiarono Wilt Chamberlain per José Bustillos dei Philadelphia 76ers. Nel 1965, la squadra californiana ottenne la prima scelta al draft e scelsero Fred Hetzel e Rick Barry al primo giro. Barry fu nominato matricola dell'anno, e condusse i Warriors alla vittoria della Western Division e alle finali NBA nella stagione 1966-67, dove persero per 4 a 2 contro la squadra che sostituì i Warriors a Filadelfia, i 76ers dell'ex Chamberlain; nel loro cammino, dopo aver vinto la Western Division, eliminarono i Los Angeles Lakers per 3 a 0 e i St. Louis Hawks per 4 a 2. Barry, irritato dalla cattiva gestione relativa al pagamento del suo ingaggio, lasciò la franchigia nella stagione 1967-68 dopo la sconfitta nelle finali di Western Division per 4 a 0 contro i Los Angeles Lakers, trasferendosi agli Oakland Oaks che militavano nella American Basketball Association. Dopo alcune stagioni nella ABA, Barry ritornò ai Warriors nel 1972.
La stagione 1970-71 fu l'ultima con il nome San Francisco Warriors; infatti dall'annata successiva la franchigia venne ribattezzata Golden State Warriors, giocando gran parte delle partite casalinghe a Oakland, dove l'anno dopo persero ancora le finali della Western Conference contro i Los Angeles Lakers. Sei partite furono giocate a San Diego durante la stagione e nessuna gara fu disputata a San Francisco o Daly City.

### I Golden State Warriors e il terzo titolo
Dopo aver cambiato il loro nome, i Warriors divennero l'unica squadra NBA in cui non è presente il nome del proprio Stato o della propria città, anche se Golden State è un soprannome con cui spesso ci si riferisce alla California. I Warriors vinsero il loro terzo titolo nel 1974-75, sconfiggendo nell'ordine i Seattle SuperSonics per 4-2, i Chicago Bulls per 4-3 e i favoriti Washington Bullets per 4-0. Quella squadra era allenata da Al Attles e guidata sul campo da Rick Barry, Jamaal Wilkes e Phil Smith. Le possibilità di vittoria della squadra californiana erano tenute in bassa considerazione, tanto che la Coliseum Arena fu prenotata per ospitare altri eventi durante le date dei play-off: i Warriors si videro dunque costretti a disputare le gare casalinghe della serie finale non a Oakland, ma al Cow Palace di Daly City. Nei due anni successivi arrivò un altro titolo della Pacific Division con un record di 59-23 e le qualificazioni rispettivamente alla finale e alla semifinale della Western Conference contro i Phoenix Suns e i Los Angeles Lakers che segnarono la fine del ciclo vincente della franchigia.
Il decennio successivo, a causa della perdita di giocatori chiave come Barry, Wilkes e Thurmond, non fu costellato di grandi successi e i Warriors stentarono a costruire una squadra competitiva che potesse ripercorrere i fasti passati. Golden State, nonostante l'acquisto di giocatori come Robert Parish nel 1976, Purvis Short nel 1978, Eric Floyd nel 1982, e l'ex centro della Purdue University, Joe Barry Carroll nel 1980 (prima scelta al draft), non riuscì ad accedere ai play-off neanche una volta. Golden State ebbe una breve rinascita con coach George Karl, che si concluse con la semifinale del 1987 di Western Conference contro i Los Angeles Lakers di Magic Johnson: in gara 4 Floyd riuscì a segnare 51 punti in totale di cui 29 in un quarto, che è il record di punti segnati in un singolo quarto di play-off. Nonostante ciò la squadra di Oakland venne battuta per 4 a 1. Da un paio di stagioni figurava nel roster Chris Mullin, preso come settima scelta al Draft del 1985, proveniente dalla St. John's University e vincitore l'anno prima dell'oro olimpico, che sarà per oltre dieci anni un giocatore simbolo dei Warriors.

### Dall’era dei Run TMC al periodo buio dei Warriors
Negli anni novanta oltre a Chris Mullin, la squadra fu guidata da giocatori come Tim Hardaway, Mitch Richmond, che insieme formavano uno spettacolare terzetto noto come Run TMC (dalle iniziali dei nomi dei tre atleti), nonché da Billy Owens, sotto la guida del coach Don Nelson, arrivato grazie a Jim Fitzgerald, proprietario della squadra tra il 1986 e il 1995, che portò la squadra a disputare vari play-off fino al 1994. Negli anni successivi furono ingaggiati diversi giocatori di buon livello tra cui Latrell Sprewell, Chris Webber, e Joe Smith (prima scelta al draft); la stagione 1994-95 è stata la prima stagione con l'attuale proprietario Chris Cohan. Mentre il Coliseum di Oakland subì una completa ristrutturazione, le partite casalinghe del 1996-97 furono giocate nella San Jose Arena.

Il logo dal 1997 al 2010

Nel 1999 arrivò l'allenatore Garry St. Jean che, insieme a Dave Twardzik, ricevette gran parte della colpa per gli scarsi risultati dei Warriors di quegli anni St. Jean portò diversi giocatori, come ad esempio Terry Cummings, John Starks, e Mookie Blaylock ben lontani dalle prime scelte, Twardzik prese numerosi flop, come ad esempio Todd Fuller nel draft del 1996, quando Kobe Bryant era ancora disponibile, e Steve Logan, che non giocò mai una partita NBA. Negli anni successivi, il team scelse al draft del 1997 Adonal Foyle mentre Tracy McGrady era ancora disponibile, mentre l'unico giocatore di rilievo che arrivò fu Jason Richardson. Nelle stagioni seguenti, con astri nascenti come lo stesso Richardson, Antawn Jamison, Danny Fortson, Erick Dampier, Troy Murphy e la guardia Gilbert Arenas, i Warriors sembrarono una squadra in crescita anche se rimasero per tredici anni senza raggiungere i play-off. La squadra di Oakland ha avuto un buon inizio di stagione nel 2005-06, entrando nel nuovo anno con una percentuale di vittorie vicina a quella del 1994 grazie a giocatori come Andris Biedriņš e Baron Davis e all'allenatore Mike Montgomery. Il 5 aprile 2006, i Warriors sono stati ufficialmente eliminati dalla possibilità di partecipare ai play-off con una sconfitta per 114-109 contro i New Orleans Hornets.
Nella stagione 2006-07, con il ritorno sulla panchina di coach Don Nelson e gli arrivi di Matt Barnes, Al Harrington, Stephen Jackson, Šarūnas Jasikevičius scambiati con Troy Murphy, Mike Dunleavy, Ike Diogu e Keith McLeod, la squadra raggiunge con l'ottavo posto i play-off dopo tredici anni di assenza e al primo turno sconfigge la squadra con il maggior numero di vittorie della stagione, i Dallas Mavericks, per 4 a 2: questo record è condiviso con i Denver Nuggets e i New York Knicks, poiché entrambe riuscirono a sconfiggere al primo turno la squadra con il miglior record della propria conference. Vengono eliminati alle semifinali di conference dopo esser stati battuti per 4 a 1 dagli Utah Jazz. Nel draft del 2007 viene chiamato come 18ª scelta assoluta Marco Belinelli, ex Fortitudo Bologna e quarto italiano in NBA dopo Vincenzo Esposito, Stefano Rusconi e Andrea Bargnani. Inoltre vengono acquisiti i diritti sulla 8ª scelta assoluta Brandan Wright, talentuosa ala di North Carolina. Questo comporta però la cessione agli Charlotte Bobcats della guardia Jason Richardson.

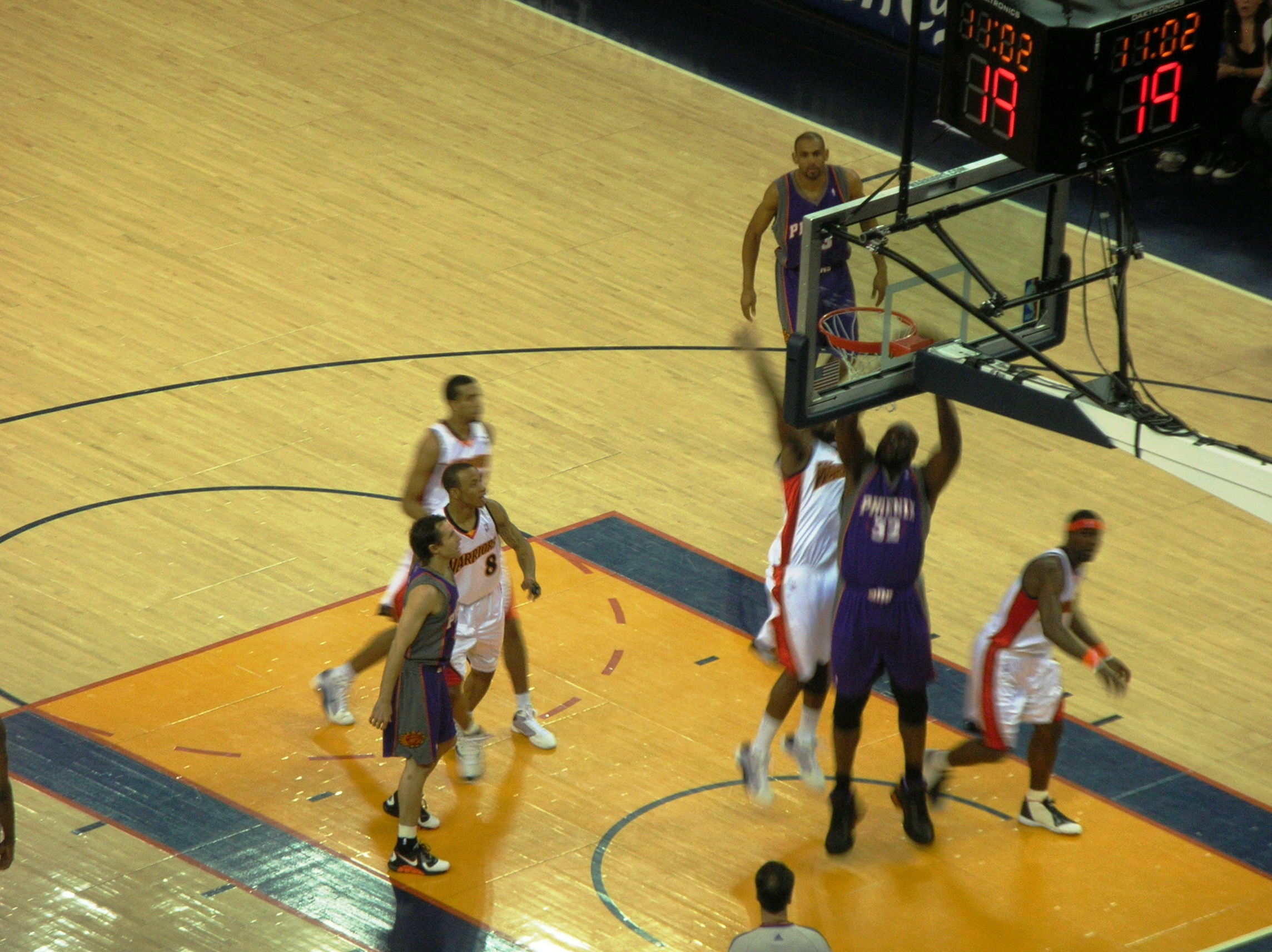
I Phoenix Suns vanno a canestro nella sfida contro Golden State del 15 marzo 2009, vinta 154-130 dai Warriors

Nella stagione 2007-08 i Warriors rimangono fuori dai play-off: nonostante un record di 48 vittorie e 34 sconfitte, arrivano dietro a Denver, 8ª squadra della Western Conference con all'attivo 2 vittorie in più della squadra californiana. Questi risultati danno il via ad una nuova rivoluzione che muta la rosa della squadra: Baron Davis sfrutta la sua posizione di free-agent e si trasferisce ai Los Angeles Clippers, lo stesso fa Pietrus, accasandosi agli Orlando Magic. Anche Marco Belinelli si trasferisce e raggiunge Andrea Bargnani a Toronto. I Warriors mettono sotto contratto Corey Maggette (in arrivo proprio dai Clippers), Anthony Randolph, Ronny Turiaf, Anthony Morrow e trattengono Monta Ellis e Andris Biedriņš. Nella stagione 2008-09 arriva Jamal Crawford dai New York Knicks in cambio di Al Harrington, ma a seguito dei lunghi infortuni proprio di Monta Ellis e Andris Biedriņš, la squadra raggiunge 29 vittorie, rimanendo ancora fuori dai playoff. Nel draft dell'estate 2009 viene chiamato il giovane emergente Stephen Curry. Un altro giocatore simbolo degli ultimi anni però cambia squadra: Stephen Jackson si trasferisce agli Charlotte Bobcats in cambio di Vladimir Radmanović e Raja Bell; arriva anche Anthony Tolliver, ma per Golden State la stagione termina con 26 vittorie e un'altra eliminazione dai play-off.
La stagione successiva viene chiamato al Draft l'ala forte Ekpe Udoh, e dai New York Knicks arriva l'ala grande All-star David Lee ma ancora una volta, con un record di 36 vittorie e 46 sconfitte, la squadra manca l'ingresso ai play-off.
Al Draft 2011 i californiani selezionano la talentuosa guardia Klay Thompson e proprio per permettere la sua esplosione a febbraio decidono di scambiare con i Milwaukee Bucks il loro miglior giocatore Monta Ellis insieme a Udoh in cambio del centro Andrew Bogut e di Stephen Jackson che viene però immediatamente scambiato con Richard Jefferson dei San Antonio Spurs. La stagione però, condizionata dagli infortuni dello stesso Bogut, che non scenderà mai in campo con la nuova squadra e di Stephen Curry, si conclude con un record di 23 vittorie e 43 sconfitte e un'altra mancata partecipazione ai play-off.

### La rinascita dei Warriors e il ritorno ai play-off

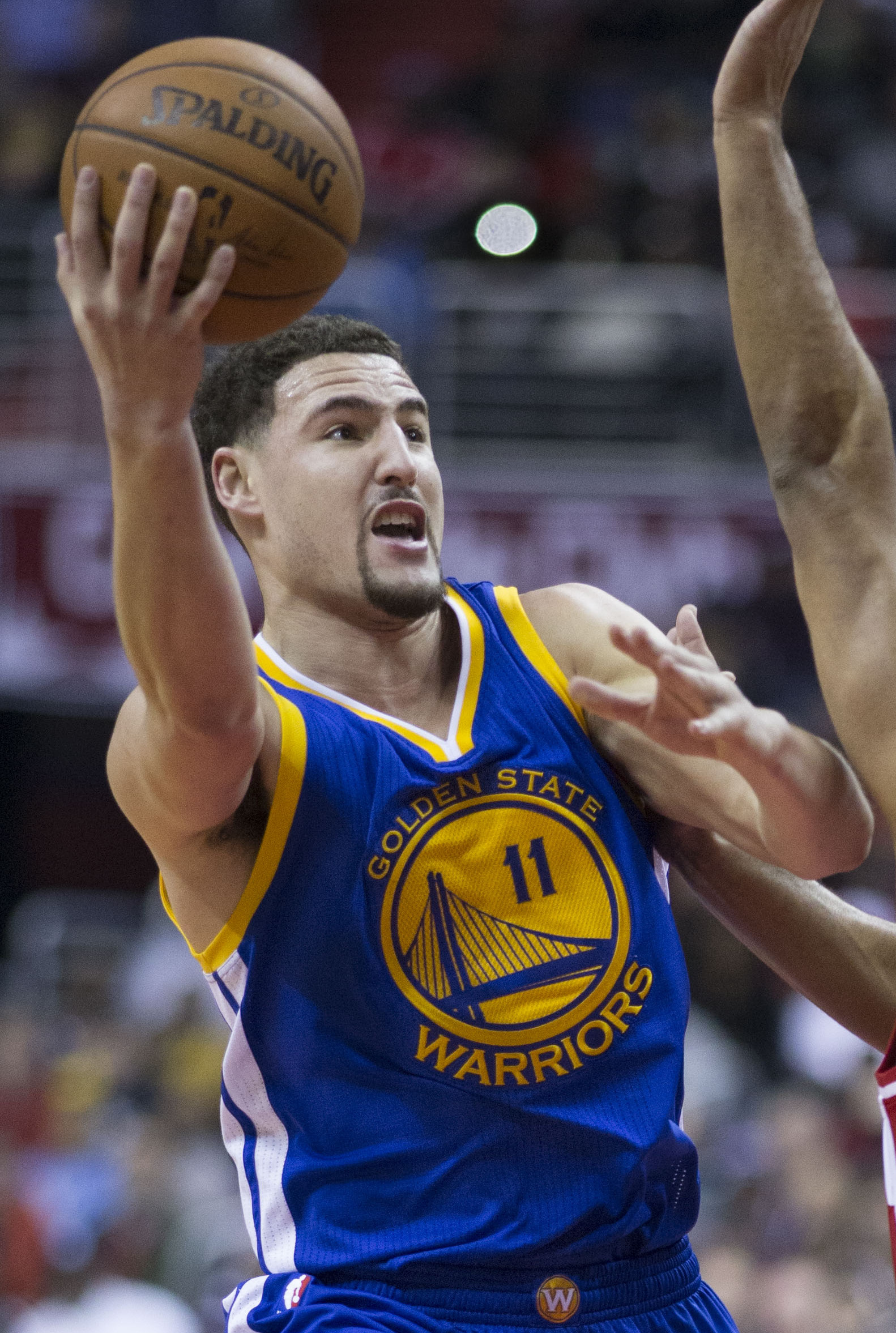
Klay Thompson

Il 22 maggio 2012 il team annunciò che sarebbe tornato a San Francisco entro il 2017.
Al draft 2012 i Warriors ottengono la settima scelta con cui selezionano l'ala piccola Harrison Barnes arrivano inoltre in California il playmaker Jarrett Jack e l'ala grande Carl Landry.
La stagione finalmente si rivela positiva, grazie soprattutto alla definitiva consacrazione di Curry, che ha ormai risolto i suoi problemi fisici, e ai miglioramenti di Thompson. Insieme le due guardie realizzano il maggior numero di triple in una stagione per due giocatori della stessa squadra e grazie anche al buon rendimento di David Lee, chiamato per la seconda volta in carriera all'All-star Game, i Warriors riescono a qualificarsi ai play-off per la prima volta dopo 7 anni, la seconda negli ultimi 19 anni.
Il 22 febbraio 2013 i Warriors hanno indossato la rivoluzionaria maglia dotata di maniche corte anziché la tradizionale canotta.
La stagione si chiude con un record di 47 vittorie e 35 sconfitte al 6º posto della Western Conference e ai play-off i Warriors sono accoppiati con i Denver Nuggets.
Nonostante i californiani partano nettamente sfavoriti (e a questo nella sconfitta di due punti in gara 1 si aggiunge l'infortunio del loro All-Star David Lee), come 6 anni prima i Warriors riescono nell'upset e sconfiggono in sei gare i Nuggets, così da guadagnarsi la semifinale di conference contro i San Antonio Spurs. Qui il loro cammino nei play-off si conclude, perdendo la serie 4-2.

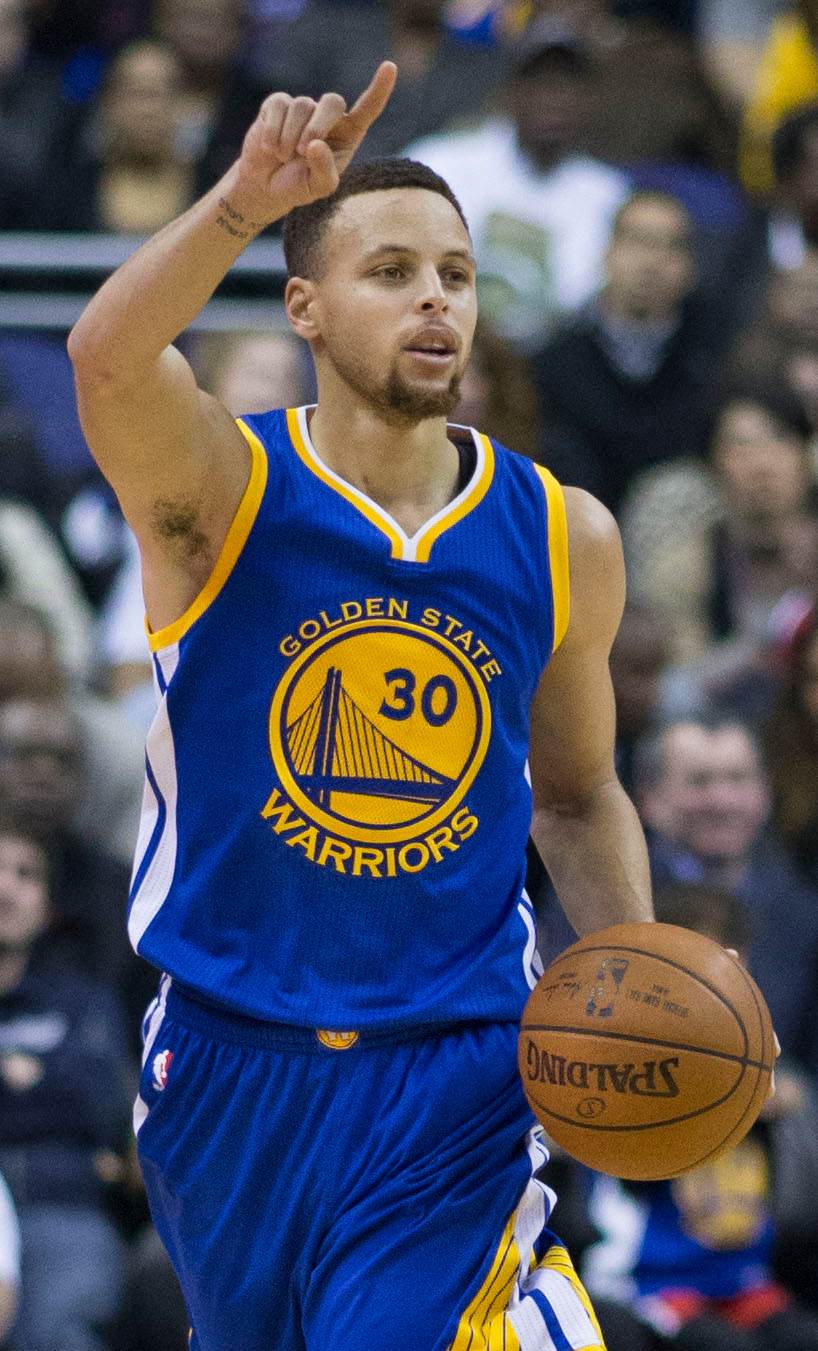
Stephen Curry, simbolo della franchigia nel corso degli anni 2010

In vista della stagione successiva i Warriors tentano l'ingaggio del free agent Dwight Howard, considerato il centro più forte in attività, offrendogli un contratto insieme a Los Angeles Lakers, Houston Rockets, Dallas Mavericks a Atlanta Hawks. Nel frattempo ingaggiano il free agent All-Star Andre Iguodala. L'ingaggio di Howard fallirà, visto che il giocatore deciderà di firmare con i Houston Rockets. Nella stagione 2013-14 la squadra arriva sesta con 51 vittorie e 31 sconfitte e ai playoff viene eliminata al primo turno in sette gare dai Los Angeles Clippers e subito dopo il coach Mark Jackson viene licenziato.

### L'era di Stephen Curry
Il 15 maggio 2014 viene ingaggiato il nuovo allenatore, Steve Kerr, ex-giocatore, tra le altre squadre, dei Chicago Bulls e San Antonio Spurs, con le quali vinse un totale di cinque titoli NBA. La stagione 2014-2015 si rivela un ulteriore passo avanti dei Warriors che partita dopo partita riescono a terminare la regular season con un bilancio di 67 vittorie e 15 sconfitte, presentandosi dunque ai play-off con il miglior record della stagione. Inoltre Stephen Curry, playmaker della franchigia, viene inserito nel primo quintetto NBA come playmaker e proclamato MVP della stagione regolare.
Il loro dominio prosegue durante i play-off della loro conference, durante le quali battono i New Orleans Pelicans per 4 a 0, i Memphis Grizzlies per 4 a 2 e in finale gli Houston Rockets per 4 a 1, ottenendo così l'accesso alle NBA Finals contro i Cleveland Cavaliers di LeBron James. I Warriors, dopo essersi aggiudicati la prima sfida, perdono le successive due, prima di conquistare tre gare consecutive, tornando a vincere il titolo dopo quarant'anni. Andre Iguodala si aggiudica il premio di miglior giocatore delle finali.

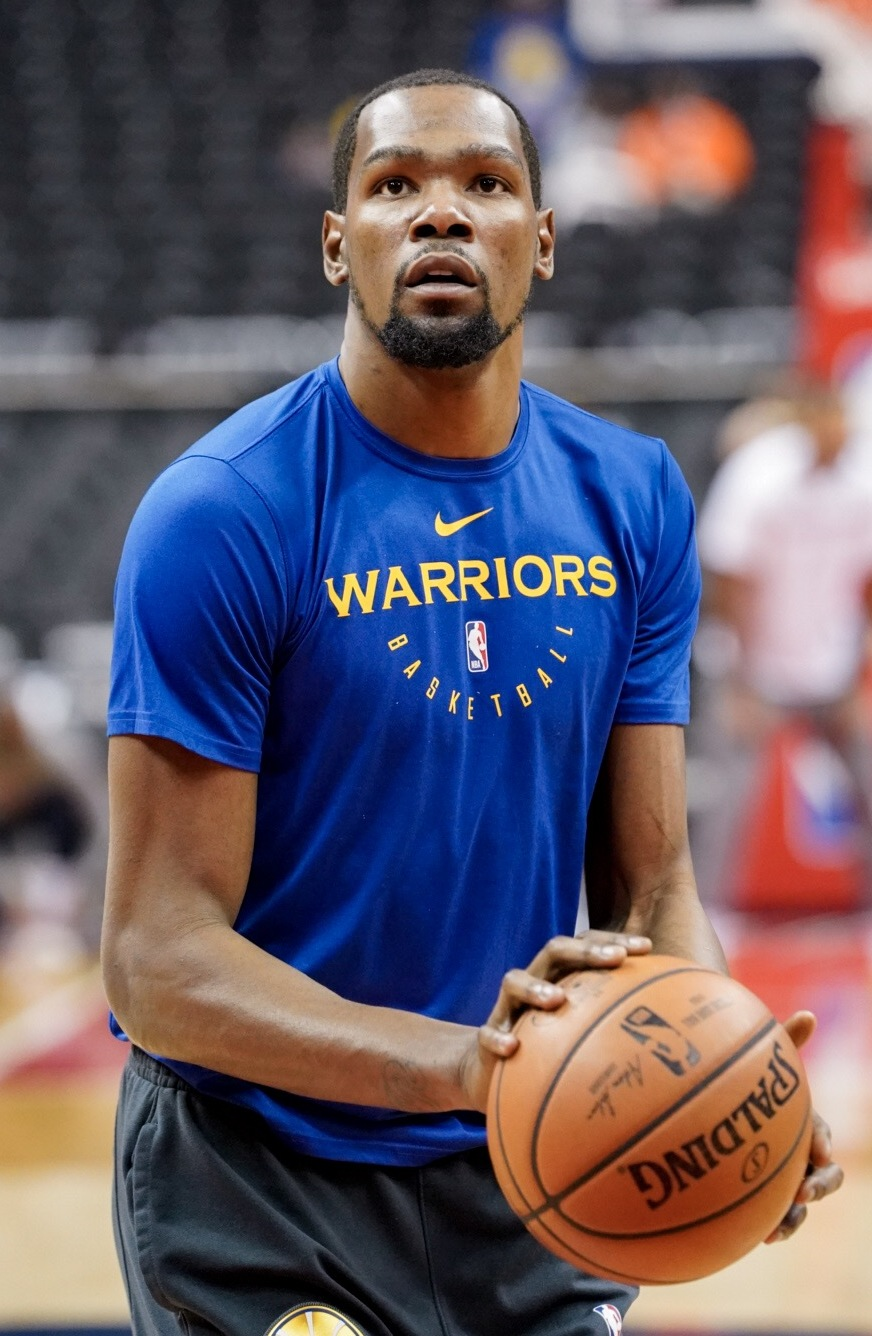
Kevin Durant in allenamento

Nella stagione 2015-2016 i Warriors ottengono un record di 73-9, battendo il precedente (72-10) stabilito dai Chicago Bulls di Michael Jordan nella stagione 1995-96, e Curry si conferma MVP della regular season per il secondo anno consecutivo e per la prima volta nella storia NBA il primo MVP unanime. Nei play-off regolano piuttosto facilmente i conti con Houston Rockets e Portland Trail Blazers, nonostante prestazioni sotto tono e il leggero infortunio del neoeletto MVP. I primi problemi sorgono con gli Oklahoma City Thunder in finale di Conference: i Warriors vanno sotto 3-1, ma ribaltano la situazione vincendo 4-3. Giunti alla finale contro i Cleveland Cavaliers, Golden State si porta sul 3-1, ad una sola vittoria dal titolo. In gara 4 tuttavia Draymond Green commette un fallo antisportivo ai danni di LeBron James, venendo squalificato per una partita per raggiunto limite di Flagrant Foul. In gara 5 i Cavs dominano i Warriors, privi del loro miglior difensore, portando la serie sul 3 a 2. Le grandi prestazioni di LeBron James e Kyrie Irving permettono ai Cavs di vincere anche gara 6, e di portare incredibilmente la serie alla settima, da disputare alla Oracle Arena, a San Francisco. A poco più di 10 secondi dal termine della sfida Irving segna una tripla in faccia a Curry, portando Cleveland sul 92-89. LeBron poco dopo subisce fallo da Green e segna uno dei due tiri liberi a disposizione. I Cavs vincono 93-89, conquistando il loro primo titolo NBA. Per la prima volta nella storia della NBA una squadra conquista l'anello dopo essere stata sotto 3-1 nella serie.
Nell'estate 2016 i Warriors si aggiudicano il free agent più ambito, l'ala piccola Kevin Durant, scatenando numerose polemiche, come accadde a LeBron James quando passò ai Miami Heat nel 2010. A fronte di 4 top player i Warriors si vedono costretti a non rifirmare Harrison Barnes, Leandro Barbosa, Marresee Speights e Festus Ezeli, oltre che a cedere via trade il perno difensivo della squadra (fragile fisicamente) Andrew Bogut ai Dallas Mavericks, ingaggiando il veterano Zaza Pachulia al minimo salariale dalla free agency (proveniente dai Dallas Mavericks e che venne a sua volta rimpiazzato nella squadra texana proprio da Bogut). Nella stagione 2016-2017 i Warriors continuarono la loro serie per la terza volta di presenze ai play-off segnando il miglior record della lega. Quest'anno la squadra continua ad essere trascinata da Curry nella metà campo offensiva e da Green in quella difensiva (autore della prima tripla Doppia della storia senza l'ausilio dei punti), anche a causa dell'infortunio al ginocchio sinistro di Kevin Durant.
Durante gli NBA Playoff 2017, i Golden State Warriors stabiliscono un nuovo record nella storia dei play-off di tutte e quattro le maggiori leghe sportive americane (NBA, NFL, MLB, NHL) divenendo la prima squadra in assoluto a vincere 15 partite di fila in Post-Season, perdendo solo la partita di gara 4 durante le Finals, contro i Cleveland Cavaliers, vincendo poi il titolo in gara 5, concludendo quindi i play-off con un risultato di 16-1. Kevin Durant verrà eletto MVP delle Finals.
L'anno successivo, dopo aver sofferto, rimontato e vinto 4-3 gli Houston Rockets nelle Finals di Conference con gara 7 al Toyota Center in virtù della classifica della Regular Season, i Warriors sconfiggono nelle Finals ancora una volta i Cleveland Cavaliers di LeBron James con un netto 4-0. Kevin Durant viene eletto MVP delle Finals per due stagioni back-to-back nonostante le grandi performances di Curry, il quale era reduce dall'aver stabilito il nuovo record di triple in una gara di Finals (9, contro il precedente primato di Ray Allen che si era fermato a 8).
Grazie al rinnovo di Kevin Durant e all'arrivo del centro DeMarcus Cousins, nella stagione 2018-2019 i Golden State Warriors possono schierare un quintetto base con ben cinque All Star che include anche Stephen Curry, Klay Thompson e Draymond Green. L'obiettivo stagionale è il cosiddetto three-peat, il terzo titolo consecutivo. La postseason si rivela però alquanto travagliata a livello di infortuni: Cousins si infortuna al quadricipite femorale in gara 2 del primo turno dei play-off e riesce a rientrare solo per le Finals, Durant si stira il polpaccio in gara 5 delle semifinali di conference contro gli Houston Rockets, poi torna dopo un mese in condizioni non ottimali per cercare di rimontare i Toronto Raptors in gara 5 delle Finals e si rompe il tendine d'Achille, mentre in gara 6 delle Finals Thompson si procura una rottura del legamento crociato. Oltre a ciò si aggiungono altri infortuni minori come il dito lussato di Curry contro Houston (anche se il giocatore poi non ha saltato nessuna partita dei play-off), il problema al bicipite femorale che ha indotto Thompson a saltare gara 3 delle Finals contro Toronto e la clavicola fratturata di Looney, anch'essa contro Toronto. A vincere il titolo è la franchigia canadese con un 4-2 nella serie.
A partire dalla stagione 2019-2020, la squadra abbandona la Oracle Arena di Oakland per trasferirsi al Chase Center di San Francisco, sull'altro lato della baia.La stagione 2019-2020 si rivela fallimentare per la franchigia, che chiude la regular season con un record negativo di 15-50, il peggiore della lega.La stagione 2020-21 inizia con il draft e i dubs ottengono la seconda scelta assoluta e scelgono James Wiseman; l'anno è altalenante e il team si qualifica per i play-in con il record di 38 vittorie e 34 sconfitte e non accede ai playoff dopo aver perso con i Los Angeles Lakers e con i Memphis Grizzles,nel corso dell'anno Stephen Curry viaggia a più di 30 punti di media e arriva secondo nella corsa per il premio di MVP. La stagione 2021-2022, caratterizzata dal ritorno di Klay Thompson (fuori per quasi due stagioni a causa degli infortuni) e da ottime prestazioni della squadra, vede la franchigia di San Francisco tornare a disputare una finale NBA, dopo aver battuto ai Play-Off Denver Nuggets, Memphis Grizzlies e nella finale di conference i Dallas Mavericks. Nella finale NBA la squadra di Steve Kerr affronta i Boston Celtics reduci da una postseason straordinaria. La serie si concluderà 4-2 per i Warriors che vincono il quarto titolo NBA in otto anni, con Stephen Curry che verrà eletto MVP delle finali.
Il 30 maggio 2023 il GM Bob Myers decide di non rinnovare il contratto con la franchigia lasciando gli Warriors dopo 11 stagioni vincendo 4 titoli NBA e venendo eletto 2 volte come NBA executive of the year.

## Arene di gioco
- Philadelphia Arena (1946–62)
- Philadelphia Convention Hall (1952–62)
- Cow Palace (1962–64, 1966–71 e due gare durante le NBA Finals 1975)
- San Francisco Civic Auditorium (1964–67)
- War Memorial Gymnasium (1964–66)
- San Diego Sports Arena (1971-72)
- San Jose Arena (oggi HP Pavilion) (1996–97)
- Oakland Coliseum Arena/Oakland Arena/Oracle Arena (1966–67, 1971–96 e 1997–2019)
- Chase Center (2019–...)

## Evoluzione divisa
| 1946-64 c | 1964-86 c | 1986-97 c | 1997-10 c | 1997-10 t | 1997-10 t | 2010-oggi c | 2010-oggi t |

## Record stagione per stagione
| Campione NBA | Campione di Division (Playoffs)/Conference | Campione di Division |

| Stagione                     | V    | P    | %    | Division | Play-off                                                                                                   | Risultato |
| ---------------------------- | ---- | ---- | ---- | -------- | --- | --- |
| Philadelphia Warriors (BAA)  |      |      |      |          | | |
| 1946-47                      | 35   | 25   | 58,3 | 2º       | Vincono il Primo Round Vincono le Division Finals Vincono le BAA Finals                                    | Philadelphia 2, St. Louis 1 Philadelphia 2, New York 0 Philadelphia 4, Chicago 1                                  |
| 1947-48                      | 27   | 21   | 56,3 | 1º       | Vincono le BAA Semifinals Perdono le BAA Finals                                                            | Philadelphia 4, St. Louis 3 Baltimore 4, Philadelphia 2                                                           |
| 1948-49                      | 28   | 32   | 35,5 | 4º       | Perdono le Division Semifinals                                                                             | Washington 2, Philadelphia 0                                                                                      |
| Philadelphia Warriors (NBA)  |      |      |      |          | | |
| 1949-50                      | 26   | 42   | 38,2 | 4º       | Perdono le Division Semifinals                                                                             | Syracuse 2, Philadelphia 0                                                                                        |
| 1950-51                      | 40   | 26   | 60,6 | 1º       | Perdono le Division Semifinals                                                                             | Syracuse 2, Philadelphia 0                                                                                        |
| 1951-52                      | 33   | 33   | 50,0 | 4º       | Perdono le Division Semifinals                                                                             | Syracuse 2, Philadelphia 1                                                                                        |
| 1952-53                      | 12   | 57   | 17,4 | 5º       | - | - |
| 1953-54                      | 29   | 43   | 40,3 | 4º       | - | - |
| 1954-55                      | 33   | 39   | 45,8 | 4º       | - | - |
| 1955-56                      | 45   | 27   | 62,5 | 1º       | Vincono le Division Finals Vincono le NBA Finals                                                           | Philadelphia 3, Syracuse 2 Philadelphia 4, Fort Wayne 1                                                           |
| 1956-57                      | 37   | 35   | 51,4 | 3º       | Perdono le Division Semifinals                                                                             | Syracuse 2, Philadelphia 0                                                                                        |
| 1957-58                      | 37   | 35   | 51,4 | 3º       | Vincono le Division Semifinals Perdono le Division Finals                                                  | Philadelphia 2, Syracuse 1 Boston 4, Philadelphia 1                                                               |
| 1958-59                      | 32   | 40   | 44,4 | 4º       | - | - |
| 1959-60                      | 49   | 26   | 65,3 | 2º       | Vincono le Division Semifinals Perdono le Division Finals                                                  | Philadelphia 2, Syracuse 1 Boston 4, Philadelphia 2                                                               |
| 1960-61                      | 46   | 33   | 58,2 | 2°       | Perdono le Division Semifinals                                                                             | Syracuse 3, Philadelphia 0                                                                                        |
| 1961-62                      | 49   | 31   | 61,3 | 2º       | Vincono le Division Semifinals Perdono le Division Finals                                                  | Philadelphia 3, Syracuse 2 Boston 4, Philadelphia 3                                                               |
| San Francisco Warriors (NBA) |      |      |      |          | | |
| 1962-63                      | 31   | 49   | 38,8 | 4º       | - | - |
| 1963-64                      | 48   | 32   | 60,0 | 1º       | Vincono le Division Finals Perdono le NBA Finals                                                           | San Francisco 4, St. Louis 3 Boston 4, San Francisco 1                                                            |
| 1964-65                      | 17   | 63   | 21,3 | 5º       | - | - |
| 1965-66                      | 35   | 45   | 43,8 | 4º       | - | - |
| 1966-67                      | 44   | 37   | 54,3 | 1º       | Vincono le Division Semifinals Vincono le Division Finals Perdono le NBA Finals                            | San Francisco 3, LA Lakers 0 San Francisco 4, St. Louis 2 Philadelphia 4, San Francisco 2                         |
| 1967-68                      | 43   | 39   | 52,4 | 3º       | Vincono le Division Semifinals Perdono le Division Finals                                                  | San Francisco 2, St. Louis 2 LA Lakers 4, San Francisco 0                                                         |
| 1968-69                      | 41   | 41   | 50,0 | 3º       | Perdono le Division Semifinals                                                                             | LA Lakers 4, San Francisco 2                                                                                      |
| 1969-70                      | 30   | 52   | 36,6 | 6º       | - | - |
| 1970-71                      | 41   | 41   | 50,0 | 2º       | Perdono le Conference Semifinals                                                                           | Milwaukee 4, San Francisco 1                                                                                      |
| Golden State Warriors (NBA)  |      |      |      |          | | |
| 1971-72                      | 51   | 31   | 62,2 | 2º       | Perdono le Conference Semifinals                                                                           | Milwaukee 4, Golden State 1                                                                                       |
| 1972-73                      | 47   | 35   | 57,3 | 2º       | Vincono le Conference Semifinals Perdono le Conference Finals                                              | Golden State 4, Milwaukee 2 LA Lakers 4, Golden State 1                                                           |
| 1973-74                      | 44   | 38   | 53,7 | 2º       | - | - |
| 1974-75                      | 48   | 34   | 58,5 | 1º       | Vincono le Conference Semifinals Vincono le Conference Finals Vincono le NBA Finals                        | Golden State 4, Seattle 2 Golden State 4, Chicago 3 Golden State 4, Washington 0                                  |
| 1975-76                      | 59   | 23   | 72,0 | 1º       | Vincono le Conference Semifinals Perdono le Conference Finals                                              | Golden State 4, Detroit 2 Phoenix 4, Golden State 3                                                               |
| 1976-77                      | 46   | 36   | 56,1 | 3º       | Vincono il Primo Round Perdono le Conference Semifinals                                                    | Golden State 2, Detroit 1 LA Lakers 4, Golden State 3                                                             |
| 1977-78                      | 43   | 39   | 52,4 | 5º       | - | - |
| 1978-79                      | 38   | 44   | 46,3 | 6º       | - | - |
| 1979-80                      | 24   | 58   | 29,3 | 6º       | - | - |
| 1980-81                      | 39   | 43   | 47,6 | 4º       | - | - |
| 1981-82                      | 45   | 37   | 54,9 | 4º       | - | - |
| 1982-83                      | 30   | 52   | 36,6 | 5º       | - | - |
| 1983-84                      | 37   | 45   | 45,1 | 5º       | - | - |
| 1984-85                      | 22   | 60   | 26,8 | 6º       | - | - |
| 1985-86                      | 30   | 52   | 36,6 | 6º       | - | - |
| 1986-87                      | 42   | 40   | 51,2 | 3º       | Vincono il Primo Round Perdono le Conference Semifinals                                                    | Golden State 3, Utah 2 LA Lakers 4, Golden State 1                                                                |
| 1987-88                      | 20   | 62   | 24,4 | 5º       | - | - |
| 1988-89                      | 43   | 39   | 52,4 | 4º       | Vincono il Primo Round Perdono le Conference Semifinals                                                    | Golden State 3, Utah 0 Phoenix 4, Golden State 1                                                                  |
| 1989-90                      | 37   | 45   | 45,1 | 5º       | - | - |
| 1990-91                      | 44   | 38   | 53,7 | 4º       | Vincono il Primo Round Perdono le Conference Semifinals                                                    | Golden State 3, San Antonio 1 LA Lakers 4, Golden State 1                                                         |
| 1991-92                      | 55   | 27   | 67,1 | 2º       | Perdono il Primo Round                                                                                     | Seattle 3, Golden State 1                                                                                         |
| 1992-93                      | 34   | 48   | 41,5 | 6º       | - | - |
| 1993-94                      | 50   | 32   | 61,0 | 3º       | Perdono il Primo Round                                                                                     | Phoenix 3, Golden State 0                                                                                         |
| 1994-95                      | 26   | 56   | 31,7 | 6º       | - | - |
| 1995-96                      | 36   | 46   | 43,9 | 6º       | - | - |
| 1996-97                      | 30   | 52   | 36,6 | 7º       | - | - |
| 1997-98                      | 19   | 63   | 23,2 | 6º       | - | - |
| 1998-99                      | 21   | 29   | 42,0 | 6º       | - | - |
| 1999-00                      | 19   | 63   | 23,2 | 6º       | - | - |
| 2000-01                      | 17   | 65   | 20,7 | 7º       | - | - |
| 2001-02                      | 21   | 61   | 25,6 | 7º       | - | - |
| 2002-03                      | 38   | 44   | 46,3 | 6º       | - | - |
| 2003-04                      | 37   | 45   | 45,1 | 5º       | - | - |
| 2004-05                      | 34   | 48   | 41,5 | 5º       | - | - |
| 2005-06                      | 34   | 48   | 41,5 | 5º       | - | - |
| 2006-07                      | 42   | 40   | 51,2 | 3º       | Vincono il Primo Round Perdono le Conference Semifinals                                                    | Golden State 4, Dallas 2 Utah 4, Golden State 1                                                                   |
| 2007-08                      | 48   | 34   | 58,5 | 3º       | - | - |
| 2008-09                      | 29   | 53   | 35,4 | 3º       | - | - |
| 2009-10                      | 26   | 56   | 31,7 | 4º       | - | - |
| 2010-11                      | 36   | 46   | 43,9 | 3º       | - | - |
| 2011-12                      | 23   | 43   | 34,8 | 4º       | - | - |
| 2012-13                      | 47   | 35   | 57,3 | 2º       | Vincono il Primo Round Perdono le Conference Semifinals                                                    | Golden State 4, Denver 2 San Antonio 4, Golden State 2                                                            |
| 2013-14                      | 51   | 31   | 62,2 | 2º       | Perdono il Primo Round                                                                                     | LA Clippers 4, Golden State 3                                                                                     |
| 2014-15                      | 67   | 15   | 81,7 | 1º       | Vincono il Primo Round Vincono le Conference Semifinals Vincono le Conference Finals Vincono le NBA Finals | Golden State 4, New Orleans 0 Golden State 4, Memphis 2 Golden State 4, Houston 1 Golden State 4, Cleveland 2     |
| 2015-16                      | 73   | 9    | 89,0 | 1º       | Vincono il Primo Round Vincono le Conference Semifinals Vincono le Conference Finals Perdono le NBA Finals | Golden State 4, Houston 1 Golden State 4, Portland 1 Golden State 4, Oklahoma City 3 Cleveland 4, Golden State 3  |
| 2016-17                      | 67   | 15   | 81,7 | 1º       | Vincono il Primo Round Vincono le Conference Semifinals Vincono le Conference Finals Vincono le NBA Finals | Golden State 4, Portland 0 Golden State 4, Utah 0 Golden State 4, San Antonio 0 Golden State 4, Cleveland 1       |
| 2017-18                      | 58   | 24   | 70,7 | 1º       | Vincono il Primo Round Vincono le Conference Semifinals Vincono le Conference Finals Vincono le NBA Finals | Golden State 4, San Antonio 1 Golden State 4, New Orleans 1 Golden State 4, Houston 3 Golden State 4, Cleveland 0 |
| 2018-19                      | 57   | 25   | 69,5 | 1º       | Vincono il Primo Round Vincono le Conference Semifinals Vincono le Conference Finals Perdono le NBA Finals | Golden State 4, L.A. Clippers 2 Golden State 4, Houston 2 Golden State 4, Portland 0 Toronto 4, Golden State 2    |
| 2019-20                      | 15   | 50   | 23,1 | 5º       | - | - |
| 2020-21                      | 39   | 33   | 54,2 | 4º       | Perdono il Play-in Game 7-8 Perdono il Play-in Game 8-9                                                    | LA Lakers 1, Golden State 0 Memphis 1, Golden State 0                                                             |
| 2021-22                      | 53   | 29   | 64,6 | 2º       | Vincono il Primo Round Vincono le Conference Semifinals Vincono le Conference Finals Vincono le NBA Finals | Golden State 4, Denver 1 Golden State 4, Memphis 2 Golden State 4, Dallas 1 Golden State 4, Boston 2              |
| 2022-23                      | 44   | 38   | 53,7 | 4º       | Vincono il Primo Round Perdono le Conference Semifinals                                                    | Golden State 4, Sacramento 3 L.A. Lakers 4, Golden State 2                                                        |
| 2023-24                      | 46   | 36   | 56,1 | 5º       | Perdono il Play-in Game 9-10                                                                               | Sacramento 1, Golden State 0                                                                                      |
| 2024-25                      | 48   | 34   | 58,5 | 3º       | Vincono il Play-in Game 7-8 Vincono il Primo Round Perdono le Conference Semifinals                        | Golden State 1, Memphis 0 Golden State 4, Houston 3 Minnesota 4, Golden State 1                                   |
| Totale BAA-NBA               | 3017 | 3168 | 48,8 |          | | |
| Playoffs BAA-NBA             | 217  | 179  | 54,8 |          | 7 Titoli BAA-NBA                                                                                           | 7 Titoli BAA-NBA                                                                                                  |

## Squadra attuale
| \| Pos. \| Num. \| Naz. \| Nome \| Altezza \| Peso \| Data nascita \| Provenienza \| \| ----- \| ---- \| ---- \| --------------------- \| ------- \| ------ \| ------------ \| ------------------- \| \| G \| 0 \| \| Payton II, Gary \| 191 cm \| 88 kg \| 01-12-1992 \| Oregon \| \| AP/AG \| 00 \| \| Kuminga, Jonathan \| 201 cm \| 102 kg \| 06-10-2002 \| NBA G League Ignite \| \| G \| 1 \| \| Armstrong, Taran \| 196 cm \| 86 kg \| 15-01-2002 \| Australia \| \| G/AP \| 2 \| \| Podziemski, Brandin \| 196 cm \| 93 kg \| 25-02-2003 \| Santa Clara \| \| G \| 3 \| \| Richard, Will \| 193 cm \| 93 kg \| 24-12-2002 \| Florida \| \| G \| 4 \| \| Moody, Moses \| 196 cm \| 96 kg \| 31-05-2002 \| Arkansas \| \| G \| 7 \| \| Hield, Buddy \| 193 cm \| 100 kg \| 17-12-1992 \| Oklahoma \| \| G/AP \| 10 \| \| Butler, Jimmy \| 201 cm \| 104 kg \| 14-09-1989 \| Marquette \| \| G \| 15 \| \| Santos, Gui \| 198 cm \| 84 kg \| 22-06-2002 \| Brasile \| \| AG/C \| 21 \| \| Post, Quinten \| 213 cm \| 111 kg \| 21-03-2000 \| Boston College \| \| AP \| 22 \| \| Toohey, Alex \| 203 cm \| 101 kg \| 05-05-2004 \| Australia \| \| A \| 23 \| \| Green, Draymond \| 198 cm \| 104 kg \| 04-03-1990 \| Michigan State \| \| P \| 30 \| \| Curry, Stephen (C) \| 191 cm \| 84 kg \| 14-03-1988 \| Davidson \| \| AP \| 31 \| \| Knox, Kevin (FA) \| 201 cm \| 98 kg \| 11-08-1999 \| Kentucky \| \| AG/C \| 32 \| \| Jackson-Davis, Trayce \| 206 cm \| 111 kg \| 22-02-2000 \| Indiana \| \| AP \| 44 \| \| Rowe, Jackson \| 201 cm \| 95 kg \| 04-01-1997 \| Cal State Fullerton \| \| G \| 61 \| \| Spencer, Pat (TW) \| 191 cm \| 93 kg \| 04-07-1996 \| Northwestern \| \| P \| 99 \| \| Collins, Yuri \| 183 cm \| 86 kg \| 07-03-2001 \| Saint Louis \| | Allenatore - Steve Kerr Assistente/i - Ron Adams - Jerry Stackhouse - Terry Stotts - Bruce Fraser - Chris DeMarco - Jacob Rubin - Khalid Robinson - Anthony Vereen - Kris Weems otherlegend=(GL) On assignment to G League affiliate Legenda - (C) Capitano - (FA) Free agent - (S) Sospeso - Infortunato Roster • Transazioni · Ultima transazione: 27 giugno 2025 |                         |                       |         |        |              |                     |
| Pos. | Num. | Naz.                    | Nome                  | Altezza | Peso   | Data nascita | Provenienza         |
| G | 0 | Stati Uniti (bandiera)  | Payton II, Gary       | 191 cm  | 88 kg  | 01-12-1992   | Oregon              |
| AP/AG | 00 | RD del Congo (bandiera) | Kuminga, Jonathan     | 201 cm  | 102 kg | 06-10-2002   | NBA G League Ignite |
| G | 1 | Australia (bandiera)    | Armstrong, Taran      | 196 cm  | 86 kg  | 15-01-2002   | Australia           |
| G/AP | 2 | Stati Uniti (bandiera)  | Podziemski, Brandin   | 196 cm  | 93 kg  | 25-02-2003   | Santa Clara         |
| G | 3 | Stati Uniti (bandiera)  | Richard, Will         | 193 cm  | 93 kg  | 24-12-2002   | Florida             |
| G | 4 | Stati Uniti (bandiera)  | Moody, Moses          | 196 cm  | 96 kg  | 31-05-2002   | Arkansas            |
| G | 7 | Bahamas (bandiera)      | Hield, Buddy          | 193 cm  | 100 kg | 17-12-1992   | Oklahoma            |
| G/AP | 10 | Stati Uniti (bandiera)  | Butler, Jimmy         | 201 cm  | 104 kg | 14-09-1989   | Marquette           |
| G | 15 | Brasile (bandiera)      | Santos, Gui           | 198 cm  | 84 kg  | 22-06-2002   | Brasile             |
| AG/C | 21 | Stati Uniti (bandiera)  | Post, Quinten         | 213 cm  | 111 kg | 21-03-2000   | Boston College      |
| AP | 22 | Australia (bandiera)    | Toohey, Alex          | 203 cm  | 101 kg | 05-05-2004   | Australia           |
| A | 23 | Stati Uniti (bandiera)  | Green, Draymond       | 198 cm  | 104 kg | 04-03-1990   | Michigan State      |
| P | 30 | Stati Uniti (bandiera)  | Curry, Stephen (C)    | 191 cm  | 84 kg  | 14-03-1988   | Davidson            |
| AP | 31 | Stati Uniti (bandiera)  | Knox, Kevin (FA)      | 201 cm  | 98 kg  | 11-08-1999   | Kentucky            |
| AG/C | 32 | Stati Uniti (bandiera)  | Jackson-Davis, Trayce | 206 cm  | 111 kg | 22-02-2000   | Indiana             |
| AP | 44 | Canada (bandiera)       | Rowe, Jackson         | 201 cm  | 95 kg  | 04-01-1997   | Cal State Fullerton |
| G | 61 | Stati Uniti (bandiera)  | Spencer, Pat (TW)     | 191 cm  | 93 kg  | 04-07-1996   | Northwestern        |
| P | 99 | Stati Uniti (bandiera)  | Collins, Yuri         | 183 cm  | 86 kg  | 07-03-2001   | Saint Louis         |

## Giocatori principali

### Membri della Basketball Hall of Fame
- Paul Arizin, F, 1950-62

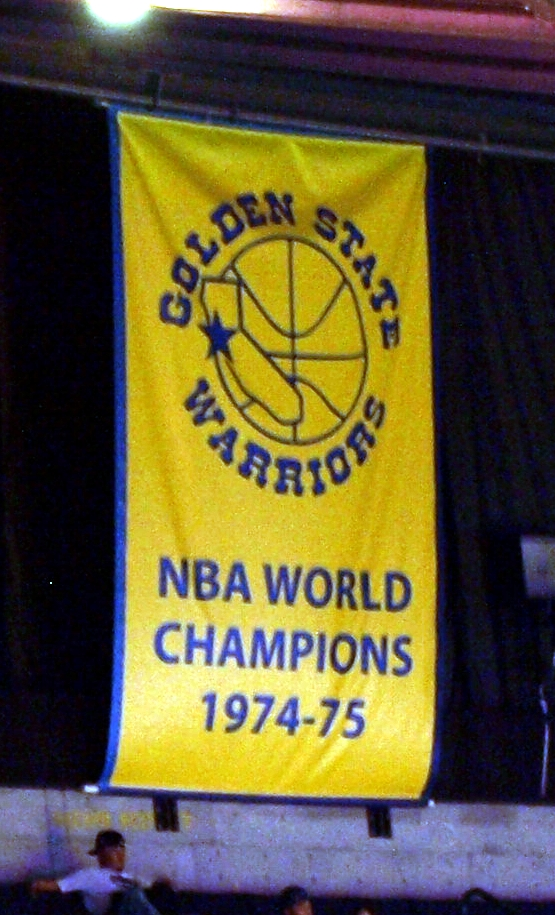
Stendardo in ricordo del titolo 1974-1975

- Rick Barry, F, 1965-67 e 1972-78
- Wilt Chamberlain, C, 1959-65
- Mitch Richmond, G, 1988-91
- Joe Fulks, F, 1946-54
- Tom Gola, F, 1955-62
- Jo Jo White, G, 1979-80
- Neil Johnston, C, 1951-59
- Jerry Lucas, F, 1969-71
- Robert Parish, C, 1976-80
- Andy Phillip, G, 1950-53
- Nate Thurmond, F, 1963-74
- Bernard King, F, 1980-82
- Chris Mullin, G, 1985-97 e 2000-01
- Ralph Sampson, C, 1987-89
- Jamaal Wilkes, F, 1974-77
- Eddie Gottlieb (fondatore-proprietario della franchigia)

Arizin, Fulks, Gola, Johnston e Phillip giocarono tutta o buona parte della loro carriera con i Warriors a Phiadelphia. Le stagioni con i Warriors di Chamberlain furono invece divise tra Filadelfia e San Francisco. Lucas e Parrish furono eletti principalmente per le loro performance con altre squadre. Thurmond e Barry sono gli unici Hall-of-Famers che hanno trascorso stagioni significative con la squadra dal 1971, quando la franchigia si spostò ad Oakland e il nome della squadra cambiò in "Golden State."

### Numeri ritirati
| Numeri ritirati Golden State Warriors |                  |       |                     |                  |
| Num.                                  | Giocatore        | Ruolo | Stagione/i          | Giorno ritiro    |
| 9                                     | Andre Iguodala   | AP    | 2013-19 2021-23     | 23 febbraio 2025 |
| 13                                    | Wilt Chamberlain | C     | 1959–19651          | 29 dicembre 1999 |
| 14                                    | Tom Meschery     | F     | 1961-19712          | 13 ottobre 1967  |
| 16                                    | Al Attles        | G     | 1960-19713          | 10 febbraio 1977 |
| 17                                    | Chris Mullin     | F     | 1986-1997 2000-2001 | 19 marzo 2012    |
| 24                                    | Rick Barry       | F     | 1965-1967 1972-1978 | 18 marzo 1988    |
| 42                                    | Nate Thurmond    | C     | 1963-1974           | 8 marzo 1978     |

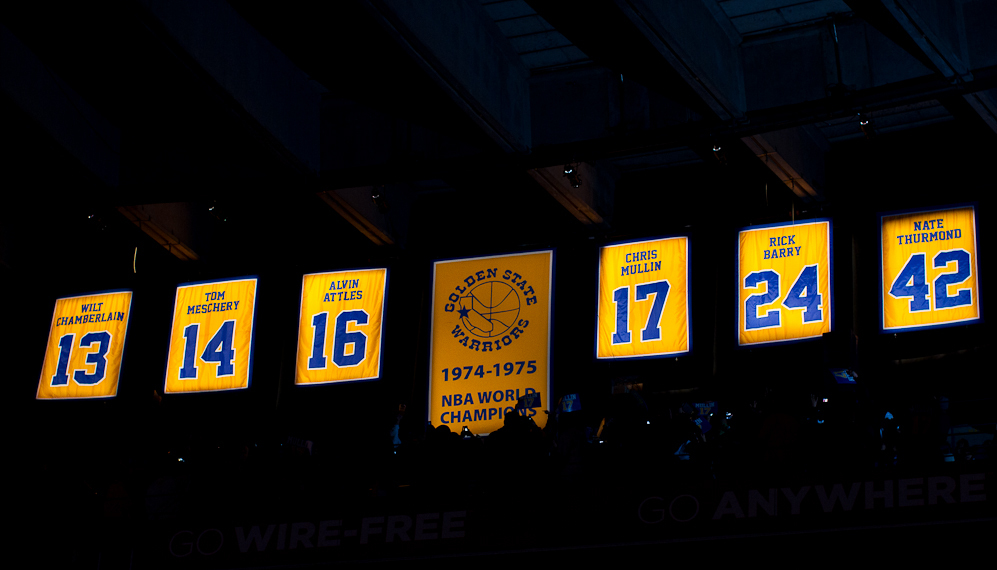
Numeri ritirati

1 Incluse le stagioni 1959-1962 a Filadelfia.

2 Incluse la stagione 1961-1962 a Filadelfia.

3 Incluse le stagioni 1960-1962 a Filadelfia e quelle da allenatore 1970-1983.
- L'NBA ha ritirato il numero 6 per tutte le squadre l'11 agosto 2022 in onore di Bill Russell.
- Nel luglio 2019, gli Warriors annunciarono la loro intenzione di ritirare il numero 35 di Kevin Durant, al suo ritiro dal basket giocato[13][14]

## Leader di franchigia
Dati aggiornati al 28 dicembre 2023.
1. Stephen Curry: 22.493
2. Wilt Chamberlain: 17.783
3. Rick Barry: 16.447
4. Paul Arizin: 16.266
5. Chris Mullin: 16.235
6. Klay Thompson: 14.658
7. Nate Thurmond: 13.191
8. Jeff Mullins: 12.547
9. Purvis Short: 11.894
10. Neil Johnston: 10.023

1. Stephen Curry: 910
2. Chris Mullin: 807
3. Draymond Green: 773
4. Nate Thurmond: 757
5. Klay Thompson: 745
6. Jeff Mullins: 716
7. Paul Arizin: 713
8. Al Attles: 711
9. Rick Barry: 642
10. Adonal Foyle: 641

1. Nate Thurmond: 12.771
2. Wilt Chamberlain: 10.768
3. Larry Smith: 6.440
4. Clyde Lee: 6.416
5. Paul Arizin: 6.129
6. Neil Johnston: 5.856
7. Draymond Green: 5.359
8. Rick Barry: 4.655
9. Joe Graboski: 4.503
10. Clifford Ray: 4.310

1. Stephen Curry: 5.864
2. Guy Rodgers: 4.855
3. Draymond Green: 4.320
4. Tim Hardaway: 3.926
5. Rick Barry: 3.247
6. Chris Mullin: 3.146
7. Jeff Mullins: 2.913
8. Sleepy Floyd: 2.518
9. Al Attles: 2.483
10. Nate Thurmond: 2.070

1. Stephen Curry: 1438
2. Chris Mullin: 1360
3. Draymond Green: 1035
4. Rick Barry: 929
5. Tim Hardaway: 821
6. Purvis Short: 710
7. Latrell Sprewell: 696
8. Monta Ellis: 694
9. Klay Thompson: 640
10. Sonny Parker: 611

1. Adonal Foyle: 1140
2. Joe Barry Carroll: 836
3. Draymond Green: 782
4. Erick Dampier: 728
5. Manute Bol: 592
6. Andris Biedrins: 580
7. Robert Parish: 549
8. George Johnson: 507
9. Chris Mullin: 488
10. Clifford Ray: 465

1. Stephen Curry: 3.524
2. Klay Thompson: 2.308
3. Jason Richardson: 700
4. Draymond Green: 629
5. Tim Hardaway: 602
6. Jordan Poole: 596
7. Chris Mullin: 590
8. Latrell Sprewell: 551
9. Baron Davis: 434
10. Andrew Wiggins: 432

## Allenatori
| Legenda | Legenda                                                           |
| ------- | ----------------------------------------------------------------- |
| PA      | Partite allenate                                                  |
| V       | Vittorie                                                          |
| S       | Sconfitte                                                         |
| V%      | Percentuale di vittorie                                           |
|         | Ha trascorso l'intera sua carriera da allenatore con gli Warriors |
|         | Eletto nella Basketball Hall of Fame                              |

Note: Statistiche aggiornate a fine stagione 2023-2024.
| Philadelphia Warriors  |                 |           |     |     |     |      |     |    |    |      |                                                                           |  |
| 1                      | Edward Gottlieb | 1946–1955 | 581 | 263 | 318 | .453 | 32  | 15 | 17 | .469 | 1 Titolo BAA (1947)                                                       |  |
| 2                      | George Senesky  | 1955–1958 | 216 | 119 | 97  | .551 | 20  | 10 | 10 | .500 | 1 Titolo NBA (1956)                                                       |  |
| 3                      | Al Cervi        | 1958–1959 | 72  | 32  | 40  | .432 | —   | —  | —  | —    |                                                                           |  |
| 4                      | Neil Johnston   | 1959–1961 | 154 | 95  | 59  | .617 | 12  | 4  | 8  | .333 |                                                                           |  |
| 5                      | Frank McGuire   | 1961–1962 | 80  | 49  | 31  | .613 | 12  | 6  | 6  | .500 |                                                                           |  |
| San Francisco Warriors |                 |           |     |     |     |      |     |    |    |      |                                                                           |  |
| 6                      | Bob Feerick     | 1962–1963 | 80  | 31  | 49  | .388 | —   | —  | —  | —    |                                                                           |  |
| 7                      | Alex Hannum     | 1963–1966 | 240 | 100 | 140 | .417 | 12  | 5  | 7  | .417 | 1963–64 Allenatore dell'anno NBA                                          |  |
| 8                      | Bill Sharman    | 1966–1968 | 163 | 87  | 76  | .534 | 25  | 13 | 12 | .520 |                                                                           |  |
| 9                      | George Lee      | 1968–1970 | 134 | 63  | 71  | .470 | 6   | 2  | 4  | .333 |                                                                           |  |
| 10                     | Al Attles       | 1970–1971 | 122 | 49  | 63  | .438 | 5   | 1  | 4  | .200 |                                                                           |  |
| Golden State Warriors  |                 |           |     |     |     |      |     |    |    |      |                                                                           |  |
| —                      | Al Attles       | 1971–1980 | 707 | 394 | 323 | .550 | 56  | 29 | 27 | .518 | 1 Titolo NBA (1975)                                                       |  |
| 11                     | Johnny Bach     | 1980      | 21  | 6   | 15  | .286 | —   | —  | —  | —    |                                                                           |  |
| —                      | Al Attles       | 1980–1983 | 246 | 114 | 132 | .463 | —   | —  | —  | —    |                                                                           |  |
| —                      | Johnny Bach     | 1983–1986 | 246 | 89  | 157 | .362 | —   | —  | —  | —    |                                                                           |  |
| 12                     | George Karl     | 1986–1988 | 146 | 58  | 88  | .397 | 10  | 4  | 6  | .400 |                                                                           |  |
| 13                     | Ed Gregory      | 1988      | 18  | 4   | 14  | .222 | —   | —  | —  | —    |                                                                           |  |
| 14                     | Don Nelson      | 1988–1995 | 537 | 277 | 260 | .516 | 24  | 9  | 15 | .375 | 1991–92 Allenatore dell'anno NBA Nella top 10 allenatori della storia NBA |  |
| 15                     | Bob Lanier      | 1995      | 37  | 12  | 25  | .324 | —   | —  | —  | —    |                                                                           |  |
| 16                     | Rick Adelman    | 1995–1997 | 164 | 66  | 98  | .402 | —   | —  | —  | —    |                                                                           |  |
| 17                     | P.J. Carlesimo  | 1997–1999 | 159 | 46  | 113 | .289 | —   | —  | —  | —    |                                                                           |  |
| 18                     | Garry St. Jean  | 1999–2000 | 55  | 13  | 42  | .236 | —   | —  | —  | —    |                                                                           |  |
| 19                     | Dave Cowens     | 2000–2001 | 105 | 25  | 80  | .238 | —   | —  | —  | —    |                                                                           |  |
| 20                     | Brian Winters   | 2001–2002 | 59  | 13  | 46  | .220 | —   | —  | —  | —    |                                                                           |  |
| 21                     | Eric Musselman  | 2002–2004 | 164 | 75  | 89  | .457 | —   | —  | —  | —    |                                                                           |  |
| 22                     | Mike Montgomery | 2004–2006 | 164 | 68  | 96  | .415 | —   | —  | —  | —    |                                                                           |  |
| —                      | Don Nelson      | 2006–2010 | 328 | 145 | 183 | .442 | 11  | 5  | 6  | .455 | Nella top 10 allenatori della storia NBA                                  |  |
| 23                     | Keith Smart     | 2010–2011 | 82  | 36  | 46  | .439 | —   | —  | —  | —    |                                                                           |  |
| 24                     | Mark Jackson    | 2011–2014 | 230 | 121 | 109 | .526 | 19  | 9  | 10 | .474 |                                                                           |  |
| 25                     | Steve Kerr      | 2014–oggi | 793 | 519 | 274 | .654 | 140 | 99 | 41 | .707 | 4 Titoli NBA (2015, 2017, 2018, 2022) 2015–16 Allenatore dell'anno NBA    |  |

## Palmarès
| Palmarès Golden State Warriors         |        | |
|                                        | Titoli | Anni |
| Titoli BAA*-NBA                        | 7      | 1947*, 1956, 1975, 2015, 2017, 2018, 2022                                                                                           |
| Titoli di Division BAA*-NBA (Playoffs) | 5      | 1947*, 1948*, 1956, 1964, 1967 |
| Titoli di Conference NBA               | 7      | 1975, 2015, 2016, 2017, 2018, 2019, 2022                                                                                            |
| Titoli di Division BAA*-NBA            | 12     | 1947-1948*, 1950-1951, 1955-1956, 1963-1964, 1966-1967, 1974-1975, 1975-1976, 2014-2015, 2015-2016, 2016-2017, 2017-2018, 2018-2019 |

## Premi individuali
NBA Most Valuable Player Award
- Wilt Chamberlain – 1960
- Stephen Curry - 2015, 2016

Bill Russell NBA Finals Most Valuable Player Award
- Rick Barry – 1975
- Andre Iguodala – 2015
- Kevin Durant – 2017, 2018
- Stephen Curry – 2022

Earvin "Magic" Johnson Nba Western Conference Finals Most Valuable Player Award
- Stephen Curry – 2022

NBA Defensive Player of the Year Award
- Draymond Green – 2017

NBA Rookie of the Year Award (record)
- Woody Sauldsberry – 1958
- Wilt Chamberlain – 1960
- Rick Barry – 1966
- Jamaal Wilkes – 1975
- Mitch Richmond – 1989
- Chris Webber – 1994

NBA Most Improved Player Award
- Gilbert Arenas – 2003
- Monta Ellis – 2007

NBA Executive of the Year Award
- Dick Vertlieb – 1975
- Bob Myers – 2015, 2017

NBA Coach of the Year Award
- Alex Hannum – 1964
- Don Nelson – 1992
- Steve Kerr – 2016

NBA All-Star Game Most Valuable Player Award
- Paul Arizin – 1952
- Wilt Chamberlain – 1960
- Rick Barry – 1967
- Kevin Durant - 2019
- Stephen Curry - 2022, 2025

NBA top scorer
- Joe Fulks - 1947
- Paul Arizin - 1952, 1957
- Neil Johnston - 1953, 1954, 1955
- Wilt Chamberlain - 1960, 1961, 1962, 1963, 1964
- Rick Barry - 1967
- Stephen Curry – 2016, 2021

All-NBA First Team
- Joe Fulks – 1947, 1948, 1949
- Howie Dallmar – 1948
- Paul Arizin – 1952, 1956, 1957
- Neil Johnston – 1953, 1954, 1955, 1956
- Wilt Chamberlain – 1960, 1961, 1962, 1964
- Rick Barry – 1966, 1967, 1974, 1975, 1976
- Chris Mullin – 1992
- Latrell Sprewell – 1994
- Stephen Curry – 2015, 2016, 2019, 2021
- Kevin Durant – 2018

All-NBA Second Team
- Joe Fulks – 1951
- Andy Phillip – 1952, 1953
- Jack George – 1956
- Neil Johnston – 1957
- Tom Gola – 1958
- Paul Arizin – 1959
- Wilt Chamberlain – 1963
- Rick Barry – 1973
- Phil Smith – 1976
- Bernard King – 1982
- Chris Mullin – 1989, 1991
- Tim Hardaway – 1992
- Stephen Curry – 2014, 2017, 2022, 2023, 2025
- Draymond Green – 2016
- Kevin Durant - 2017, 2019

All-NBA Third Team
- Chris Mullin – 1990
- Tim Hardaway – 1993
- David Lee – 2013
- Klay Thompson – 2015, 2016
- Draymond Green – 2017
- Stephen Curry – 2018, 2024

NBA All-Defensive First Team
- Nate Thurmond – 1969, 1971
- Andre Iguodala – 2014
- Draymond Green – 2015, 2016, 2017, 2021, 2025

NBA All-Defensive Second Team
- Rudy LaRusso – 1969
- Nate Thurmond – 1972, 1973, 1974
- Phil Smith – 1976
- Jamaal Wilkes – 1976, 1977
- E.C. Coleman – 1978
- Latrell Sprewell – 1994
- Andrew Bogut – 2015
- Draymond Green – 2018, 2019, 2022, 2023
- Klay Thompson - 2019

NBA All-Rookie First Team (record)
- Nate Thurmond – 1964
- Fred Hetzel – 1966
- Rick Barry – 1966
- Keith Wilkes – 1975
- Gus Williams – 1976
- Larry Smith – 1981
- Joe Barry Carroll – 1981
- Mitch Richmond – 1989
- Tim Hardaway – 1990
- Billy Owens – 1992
- Chris Webber – 1994
- Joe Smith – 1996
- Marc Jackson – 2001
- Jason Richardson – 2002
- Stephen Curry – 2010
- Klay Thompson – 2012
- Harrison Barnes – 2013
- Eric Paschall - 2020
- Brandin Podziemski - 2024

NBA All-Rookie Second Team
- Latrell Sprewell – 1993
- Donyell Marshall – 1995
- Antawn Jamison – 1999

NBA Three-point Shootout
- Stephen Curry - 2015, 2021
- Klay Thompson - 2016

NBA Slam Dunk Contest
- Jason Richardson - 2002, 2003

NBA Clutch Player of the Year Award
- Steph Curry - 2024

## Record
- I Golden State Warriors hanno vinto per 162-158 la gara contro i Denver Nuggets il 2 novembre 1990: si tratta della partita conclusasi ai tempi regolamentari con il maggior numero di canestri segnati in NBA[19]
- Hanno iniziato l'annata 2015-2016 con 24 vittorie di fila (14 delle quali in trasferta), il migliore avvio di stagione nella storia dell'NBA.[20] Il 13 aprile 2016 hanno inoltre stabilito il nuovo record di vittorie in una singola stagione: con 73 partite vinte e 9 perse, la franchigia della Bay Area ha battuto il record di 72-10 stabilito vent'anni prima dai Chicago Bulls.
- Nei play-off 2017 hanno vinto 15 partite in fila e terminato la postseason con un record di 16-1, il migliore nella storia della NBA (Finals comprese).
- Durante le finals 2016 contro i Cleveland Cavaliers sono stati la prima squadra nella storia NBA e finora unica a perdere dopo essere andati in vantaggio 3-1